# Natalja Wladimirowna Warlei

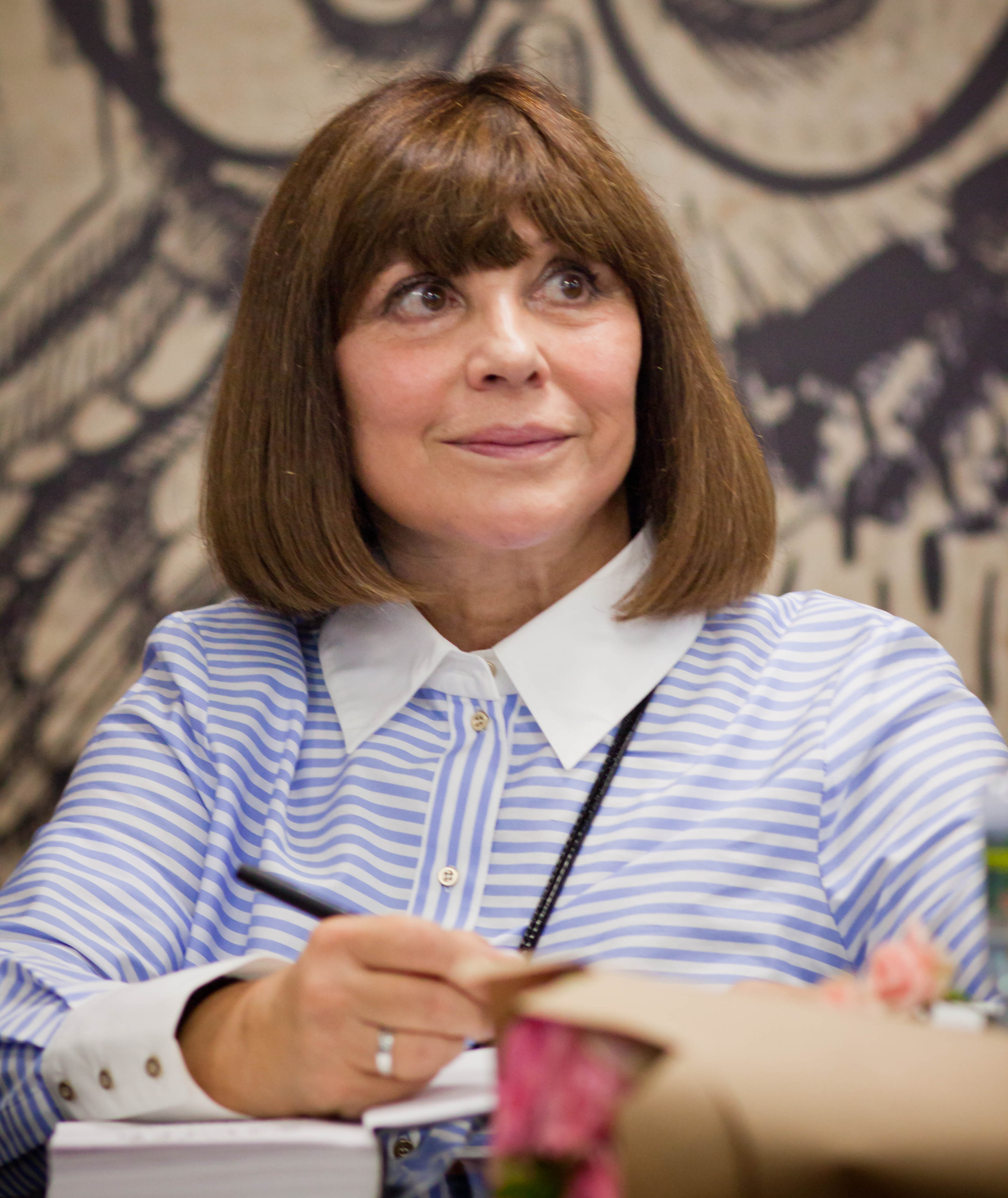
Natalja Wladimirowna Warlei

Natalja Wladimirowna Warlei (russisch Наталья Владимировна Варлей; * 22. Juni 1947 in Konstanza) ist eine sowjetische bzw. russische Artistin, Film- und Theaterschauspielerin und Dichterin.

## Leben
Warleis Vater Wladimir Wiktorowitsch Warlei (1919–1999) war Offizier der Sowjetischen Marine und kommandierte im Deutschen Angriffskrieg gegen die Sowjetunion Schiffe der Schwarzmeerflotte. Die Mutter Ariadna Sergejewna geborene Senjawina (1924–2013) war die Enkelin bzw. Urenkelin der Bergbauingenieure Jewgeni Barbot de Marni und Nikolai Barbot de Marny.
Mit 4 Jahren begann Warlei Gedichte zu schreiben. Sie zeichnete viel und besuchte die Musikschule. Am Ende der 1950er Jahre ließ sich die Familie, die am Dienstort des Vaters in Murmansk lebte, in Moskau nieder, während der Vater weiter in Murmansk diente. Sie besuchte die Schule bis zur 8. Klasse und durfte wegen rheumatischer Erkrankung nicht am Sportunterricht teilnehmen.
An einem Zirkus-Kassenschalter sah Warlei die Anzeige eines Kinderzirkusstudios für Kinder von 11–13 Jahren und meldete sich dort an. Dann folgte die Ausbildung in der Akrobatik-Abteilung der Moskauer Staatlichen Schule für Zirkus- und Estrada-Kunst, die sie 1965 mit einem „roten“ Diplom als Artistin-Äquilibristin des Sowjetischen Staatszirkus abschloss.
Darauf arbeitete Warlei in verschiedenen Äquilibristik-Truppen in verschiedenen Städten und insbesondere im Moskauer Zirkus auf dem Zwetnoi-Boulevard. Eine Zeit lang trat sie zusammen mit dem Clown Leonid Jengibarow auf. Der mit ihm befreundete Regisseur des Odessaer Filmstudios Georgi Jungwald-Chilkewitsch besuchte 1966 eine Vorstellung  und bot dann Warlei an, in seinem neuen Spielfilm mitzuspielen. Sie stimmte zu und erhielt eine kleine Rolle als Krankenschwester. In ihrem nächsten Film Kawkasskaja plenniza, ili Nowyje prikljutschenija Schurika (Die kaukasische Gefangene oder Die neuen Abenteuer Schuriks) von Leonid Gaidai (1967) spielte sie bereits die Hauptrolle als Komsomolzin Nina, wodurch sie in der gesamten Sowjetunion bekannt wurde.
Es folgte das Studium an der Moskauer Schtschukin-Theaterhochschule. Während des Studiums spielte Warlei die Hauptrolle in Damir Wjatitsch-Bereschnychs Film Soloto (Gold) (1969) nach dem gleichnamigen Roman Boris Polewois. Nach dem Abschluss des Studiums 1971 war sie bis 1978 Schauspielerin des Moskauer Stanislawski-Theaters. In Herbert Rappaports Literaturverfilmung Schwarzer Zwieback (1972) nach Motiven des gleichnamigen Erlebnisberichts von Jelisaweta Drabkina aus dem Jahr 1962 hatte sie die Hauptrolle als Vizekommissarin Tanja.
Ab 1984 studierte Warlei am Moskauer Maxim-Gorki-Literaturinstitut. Nach eigenen Gedichten sang sie Lieder mit Musik von Nikolai Scheschen, die 1992 auf Schallplatte aufgenommen wurden. In der russischen Version der mexikanischen Telenovela Die wilde Rose synchronisierte sie 1994 die Heldin Verónica Castro. Bei der Präsidentschaftswahl 1996 unterstützte sie Gennadi Sjuganow. Mit anderen Künstlern beteiligte sie sich an Wiktor Mereschkos und Jewgeni Bednenkos Projekt zur Präsentation von Sängern aus Film und Theater und stellte eigene Lieder vor. Das Projekt führte zu Konzerten und einer CD, die in den USA herausgegeben wurde. Sie beteiligte sich 2003 an der Aufführung des Schauspiels Oskar nach Claude Magniers Komödie Oscar in einem privaten Theater. Sie leitete die Werkstatt der Theater-Fakultät des Moskauer Instituts für Fernsehen und Hörfunk Ostankino (MITRO).
In ihrer 2018 erschienenen Autobiografie Seiltänzerin beschuldigte Warlei Leonid Gaidai der sexuellen Belästigung.
In 1. Ehe war Warlei 1967–1968 mit Nikolai Burljajew verheiratet. In 2. Ehe heiratete sie 1971 den Schauspieler Wladimir Tichonow (1950–1990, Sohn Wjatscheslaw Tichonows und Nonna Mordjukowas), bekam zwei Söhne und trennte sich von ihm 1978 wegen seines Rauschgiftkonsums. In 3. Ehe heiratete sie den Besitzer einer Baufirma.

## Ehrungen, Preise
- Krupskaja-Staatspreis der RSFSR (1984)
- Verdiente Künstlerin der RSFSR (1989)
- Orden der Freundschaft (2010)[5]
- Orden der Ehre (2017)[6]